# Forbes (New South Wales)
Forbes is een plaats in de Australische deelstaat New South Wales en telt 7094 inwoners (2001).